# Милан Забуковец
Милан Забуковец Милош (Сподња Задоброва, код Љубљане, 16. април 1923 — Љубљана, 16. јул 1997) био је учесник Народноослободилачке борбе, пуковник ЈНА и народни херој Југославије.

## Биографија
Рођен еј 16. априла 1923. у селу Сподња Задоброва, код Љубљане. Његов отац Леополд био је државни службеник финансијске струке. Шест разреда основне школе завршио је у Пољу, а два разреда гимназије у Мурској Соботи. Потом је учио машинбраварски занат и завршио три разреда Занатске школе. Непосредно пред рат запослио се у железничкој радионици у Љубљани.
Након окупације Југославије, 1941. заједно са друговима укључио се у акцију сакривања оружја и муниције, којом је руководила тада илегална Комунистичка партија, која је имала јак утицај у околини његовог села и у радионици у којој је радио. Пошто се учинио сумњив полицији, био је ухапшен, али је након осам дана услед недостатка доказа био пуштен.
Августа 1941, заједно са два друга, који су такође били присталице Ослободилачког фронта Словеније (ОФ), добровољно је отишао на Мокрец (врх у Љубљанском барју), где се налазио логор Мокрешке партизанске чете. Средином септембра 1941, приликом напада Италијана на Мокрец, Милан је изгубио везу са четом, због чега се вратио кући. Овде се одмах укључио у рад организације Народноослободилачког покрета (НОП) и у октобру 1941. био примљен у чланство Савеза комунистичке омладине Југославије (СКОЈ).
Фебруара 1942. је поново отишао у партизане и ступио у Други штајерски батаљон, који је логоровао на брду Пуглед, у близини његовог села. Како се већ у првим борбама истакао као храбар, постао је пушкомитраљезац. Посебно се истакао приликом италијанског напада на четни логор, 23. марта 1942. и у борбама вођеним у рејону Јанче, крајем маја 1942, приликом покушаја батаљона да се пребаци у Штајерску.
Након повратка Друге групе одреда преко италијанско-немачке демаркационе линије, Милан је као храбар и спретан борац био одређен у пратњу чланова Главног штаба НОП одреда Словеније. Августа 1942, на висоравни Рог, када се у току непријатељске офанзиве, руководство Народноослободилачког покрета у Словенији нашло опкољено, истакао се у пробоју обруча, када је јуришао и пуцао из митраљеза у борби прса у прса. Као борац Пратеће чете Главног штаба Словеније 15. октобра 1942. примљен је у чланство Комунистичке партије Југославије (КПЈ).
У току боравка Главног штаба Словеније у Доломитима, Милан је привремено био укључен у Доломитски партизански одред. Половином марта 1943. приликом напада Италијана, Немаца и белоградејаца на Одред, поново се истакао као митраљезац, а посебно приликом пробијања из Белшке грапе, када је Први батаљон Доломитског одреда био скоро уништен, а пробила се једино група у којој је био Забуковец. Након ових борби, постављен је за командира Треће чете, али како је Одред ускоро био расформиран, поново је враћен у Пратећу чету Главног штаба.
Након капитулације Италије, септембра 1943, Милан је заједно са Францом Лескошеком, чланом ЦК КП Југославије и Врховног штаба, чији је пратилац био, боравио у Приморју. У току немачке офанзиве, као митраљезац је омогућио групи руководилаца, прво у Трновском Гозду, а потом у селу Поникве на Красу, да се пробију из обруча. У овим борбама, убио је немачког официра и тиме створио пометњу у непријатељским редовима, што је значајно утицало на спашавање групе руководилаца.
У пролеће 1944, као пратилац Ивана Мачека, члана Политбироа ЦК КП Словеније, отишао је у ослобођени Дрвар, ге је тада боравио Врховни штаб НОВ и ПОЈ. Овде га је 25. маја 1944. затекао немачки ваздушни десант, током кога је учествовао у борбама против падобранаца код Дрварске пећине, ради заштите чланова Врховног штаба. Након повратка у Словенију, као пратилац Ивана Мачека, који је у Дрвару примио дужност повереника Одељења за заштиту народа (ОЗН) за Словенију, Милан је постао официр Озне.
Након ослобођења Југославије, налазио се у Корпусу народне одбране Југославије (КНОЈ) до његовог расформирања јануара 1953, након чега је био у Југословенској народној армији (ЈНА). Пензионисан је 1966. у чину пуковника. Након пензионисања се од 1968. до 1982. налазио у Територијалној одбрани Словеније на дужности команданта Заштитне бригаде војног и политичког руководства Социјалистичке Републике Словеније.
Преминуо је 16. јула 1997. године у Љубљани.
Носилац је Партизанске споменице 1941. и других југословенских одликовања, међу којима су — Орден братства и јединства са златним венцем, Орденом заслуга за народ са златном звездом, Орден рада са црвеном заставом, два Ордена за храброст и др. Орденом народног хероја одликован је 20. децембра 1951. године.